# Euterpe luminosa
Euterpe luminosa là loài thực vật có hoa thuộc họ Arecaceae. Loài này được A.J.Hend., Galeano & Meza mô tả khoa học đầu tiên năm 1991.